# GTワールドチャレンジ・ヨーロッパ・スプリントカップ
GTワールドチャレンジ・ヨーロッパ・スプリントカップは、前身はFIA GTシリーズとして2013年に主催するSROモータースポーツグループ（SRO）が、国際自動車連盟（FIA）の承認を得て始まったGTカーレースシリーズ。2014年から2019年にかけてブランパンがスポンサーとなり、2014年FIA GTシリーズはFIAの冠を取り去り、FIA管轄シリーズとしての費用を削減し、2014年と2015年にブランパンスプリントシリーズ、2016年から2018年にブランパンGTシリーズスプリントカップ、2019年にブランパンGTワールドチャレンジヨーロッパと様々なシリーズ名が付けられた。このシリーズは2012年に終了した、FIA GT1世界選手権で実施されたスプリントレースのフォーマットを継続している。

## 歴史
2013年、FIA GT1世界選手権とFIA GT3ヨーロッパ選手権の終焉後にFIA GTシリーズが創設された。このシリーズは、ブランパン耐久シリーズと組み合わせてFIA GTワールドシリーズとなる計画だった。しかしこの計画は、2013年シーズンが始まる前に放棄された。FIA GTシリーズは、世界選手権の耐久レースで知られているFIA GT選手権（1997年-2009年）に名前は似ているが、必須であるドライバー交代を除いて、レギュレーションが全く異なる。
2014年、シリーズ名をブランパンスプリントシリーズに変更した。
2016年、SROはGTシリーズに統合されたスプリントシリーズとエンデュランスシリーズの両方を発表し、スプリントシリーズの名前をGTシリーズスプリントカップに変更した。
2018年、SROは米国自動車クラブによって認可された北米のGTシリーズである、ピレリ・ワールドチャレンジのプロモーション権を取得した。2018年9月29日、SROは翌年からGTシリーズアジアとGTスプリントカップの名前を変更し、北米で使用されているワールドチャレンジの名前を採用した。3つのシリーズを合わせてGTワールドチャレンジと呼ばれ、各シリーズはシリーズ名に地域を追加する（アメリカ、アジア、ヨーロッパ）。
2019年、SROはブランパンによるスポンサーシップが終了したことを発表した。
2020年、GTワールドチャレンジ・ヨーロッパはGTワールドチャレンジ・ヨーロッパ・スプリントカップに改名され、GTシリーズとGTシリーズ耐久カップはそれぞれGTワールドチャレンジ・ヨーロッパとGTワールドチャレンジ・ヨーロッパ・エンデュランスカップに改名された。

## レギュレーション
車両はGT3マシンでレースは行われ、プロ、シルバー、プロ-アマ、アマの4カテゴリーが設置される。クラス分けはFIAが定めるドライバーグレードで、シルバーカップはシルバーグレードドライバーのみ、プロ・アマではプラチナ又はゴールドドライバーと、シルバー又はブロンズドライバーの組み合わせが求められる。アマカップは、全ドライバーがブロンズグレードであることが求められる。2022年から、スプリントカップでのプロクラスはプラチナ／ゴールドの組み合わせとなる。
レースは1時間の時間制で、1イベント2レースが行われる。1台の車に2人のドライバーが参加し、スタートから25分から35分までの10分の間のみピットインでき、ドライバーを交代する義務がある。

## 歴代チャンピオン

### ドライバー
| 年     | Proカップ                                     | シルバーカップ                                      | Pro-Am トロフィー                                     | ジェントルマン トロフィー                         |
| ------ | --------------------------------------------- | --------------------------------------------------- | ----------------------------------------------------- | ------------------------------------------------- |
| 2013年 | ステファン・オルテリ ローレンス・ヴァントール | 受賞者無し                                          | セルゲイ・アファナーシェフ アンドレアス・シモンセン   | ペトル・チャロウズ ヤン・ストヴィチェク           |
| 2014年 | マクシミリアン・ゲッツ                        | ヴィンセント・アブリル マテウス・リソウスキー       | マルク・バッセン アレサンドロ・ラティフ               | 受賞者無し                                        |
| 2015年 | ヴィンセント・アブリル マクシミリアン・ブーク | ジュールス・シムコウィアック                        | アレクセイ・カラチェフ                                | 受賞者無し                                        |
| 年     | 総合                                          | シルバーカップ                                      | Pro-Amカップ                                          | Amカップ                                          |
| 2016年 | エンツォ・イデ                                | ミケーレ・ベレッタ ルカ・プライド                   | ミカウ・ブロニゼフスキー ジャコモ・ピッチーニ         | クラウディオ・スダネヴィッチ                      |
| 2017年 | ロビン・フラインス スチュアート・レオナルド   | ファビアン・シラー ジュールス・シムコウィアック     | ダニエル・キールウィッツ アレクサンダー・マットシュル | スティーブン・アール デビッド・ペレル             |
| 2018年 | ラファエル・マルチェッロ マイケル・メドウズ   | ニコ・バスティアン ジャック・マンチェスター         | ニルス・スティブナー マルクス・ヴィンケルホック       | ピエール・フェリギオーニ クロード＝イヴ・ゴセリン |
| 2019年 | アンドレア・カルダレッリ マルコ・マペッリ     | ニコ・バスティアン トーマス・ノイバウアー           | 濱口弘 フィル・キーン                                 | フロリアン・ショルツェ ヴォルフガング・トリラー   |
| 2020年 | ドリス・ヴァントール チャールズ・ワーツ       | シモン・ガシェ スティーブン・パレット               | エディ・チーバー3世 クリス・フロッグガット            | 受賞者無し                                        |
| 2021年 | ドリス・ヴァントール チャールズ・ワーツ       | アレックス・フォンタナ                              | エンリケ・シャベス ミゲル・ラモス                     | 受賞者無し                                        |
| 2022年 | ドリス・ヴァントール チャールズ・ワーツ       | ピエール＝アレクサンドル・ジョン ユリース・ド・ポー | ミゲル・ラモス ディーン・マクドナルド                 | 受賞者無し                                        |
| 年     | 総合                                          | ゴールドカップ                                      | シルバーカップ                                        | ブロンズカップ                                    |
| 2023年 | マッティア・ドルディ リカルド・フェラー       | ニクラス・クルッテン カラン・ウイリアムズ           | ジョーダン・ラブ                                      | アレックス・マリキン                              |
| 2024年 | ルーカス・アウアー マロ・エンゲル             | ルカ・エングストラー マックス・ホーファー           | カラン・ウイリアムズ                                  | ダニエル・ハーパー ダレン・レオン                 |

### チーム
| 年     | Proカップ                               | シルバーカップ                                       | Pro-Am トロフィー            | ジェントルマン トロフィー        |
| ------ | --------------------------------------- | ---------------------------------------------------- | ---------------------------- | -------------------------------- |
| 2013年 | ベルジャン・アウディクラブ・チーム・WRT | 受賞者無し                                           | HTP・グラビティ・チャロウズ  | HTP・グラビティ・チャロウズ      |
| 2014年 | ベルジャン・アウディクラブ・チーム・WRT | ベルジャン・アウディクラブ・チーム・WRT              | フェニックス・レーシング     | 受賞者無し                       |
| 2015年 | ベルジャン・アウディクラブ・チーム・WRT | ベントレー・チーム・HTP                              | GTロシアチーム               | 受賞者無し                       |
| 年     | 総合                                    | シルバーカップ                                       | Pro-Amカップ                 | Amカップ                         |
| 2016年 | チーム・WRT                             | 受賞者無し                                           | ケッセル・レーシング         | AFコルセ                         |
| 2017年 | ベルジャン・アウディクラブ・チーム・WRT | HTPモータースポーツ                                  | リナルディ・レーシング       | ケッセル・レーシング             |
| 2018年 | ベルジャン・アウディクラブ・チーム・WRT | 受賞者無し                                           | サンテロック・レーシング     | ブーツェン・ジニオン・レーシング |
| 2019年 | AKKA ASPチーム                          | AKKA ASPチーム                                       | Orange1 FFFレーシングチーム  | HB レーシング                    |
| 2020年 | ベルジャン・アウディクラブ・チーム・WRT | サンテロック・レーシング                             | Sky-ストーム・レーシング     | 受賞者無し                       |
| 2021年 | チーム・WRT                             | エミル・フレイ・レーシング                           | バーウェル・モータースポーツ | 受賞者無し                       |
| 2022年 | チーム・WRT                             | AFコルセ                                             | AFコルセ                     | 受賞者無し                       |
| 年     | 総合                                    | ゴールドカップ                                       | シルバーカップ               | ブロンズカップ                   |
| 2023年 | トレゾア・オレンジ1                     | ブーツェン・VDS                                      | ハウプト・レーシングチーム   | ピュア・レーシング               |
| 2024年 | チーム・WRT                             | リキモリ・チーム・エングストラー・バイ・ワングループ | チーム・WRT                  | パラディン・コンペティション     |